# Stylogyne depauperata
Stylogyne depauperata är en viveväxtart som beskrevs av Carl Christian Mez. Stylogyne depauperata ingår i släktet Stylogyne och familjen viveväxter. Inga underarter finns listade i Catalogue of Life.